# Altes Rathaus (Peebles)

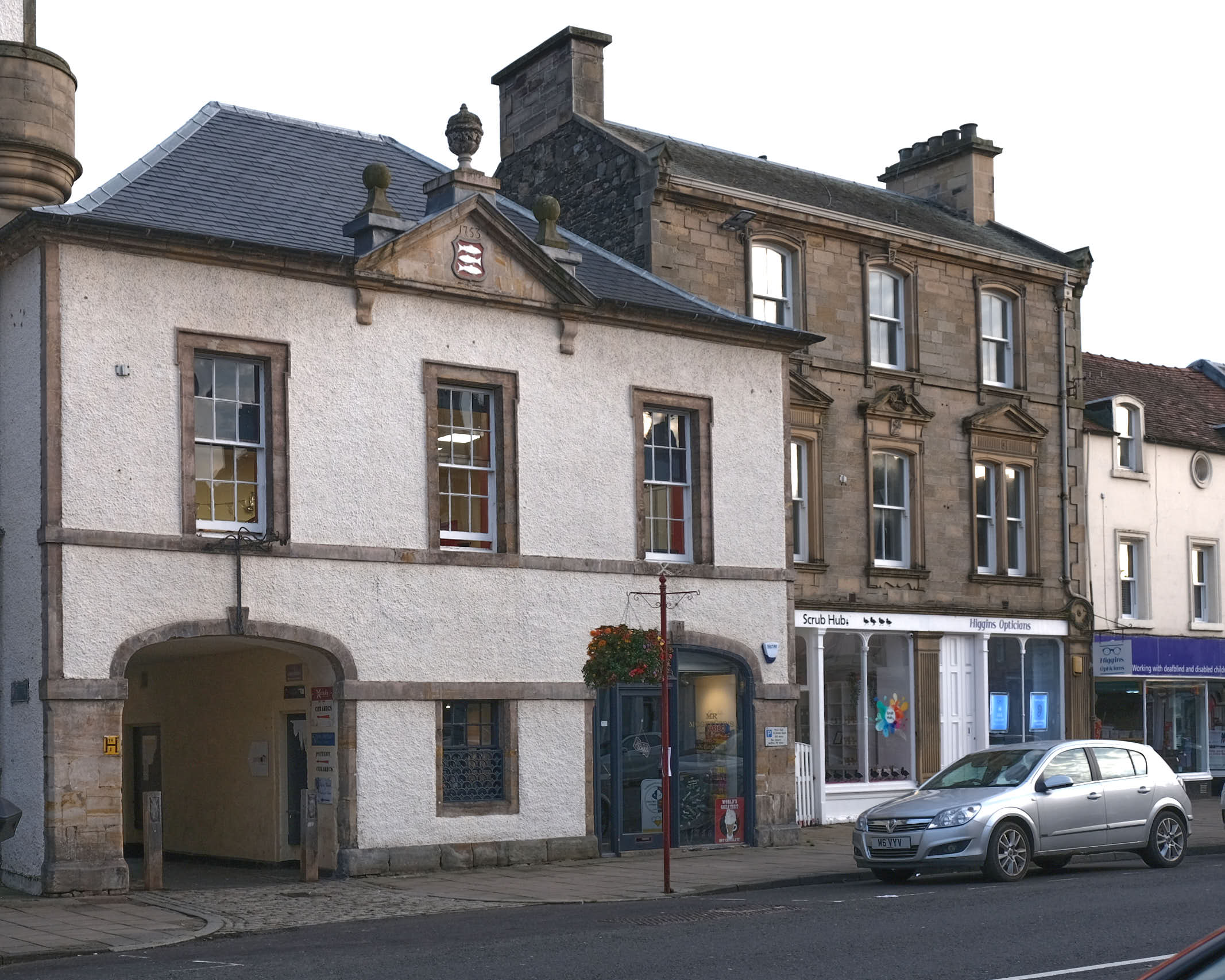
Das Alte Rathaus links im Bild

Das Alte Rathaus von Peebles befindet sich im Zentrum des schottischen Royal Burgh Peebles in der Council Area Scottish Borders. 1971 wurde das Bauwerk in die schottischen Denkmallisten in der höchsten Denkmalkategorie A aufgenommen.

## Beschreibung
Das an der Südseite der Eastgate gelegene Rathaus wurde im Jahre 1753 errichtet. An der Rückseite wurde im Jahre 1860 eine einstöckige Markthalle für Getreide hinzugefügt. In den 1960er Jahren beherbergte das Gebäude die Feuerwache von Peebles. Heute sind dort Geschäftsräume eingerichtet.
Das zweistöckige Gebäude ist klassizistisch ausgestaltet. Die nordexponierte Frontseite ist drei Achsen weit. Die Fassaden sind mit Harl verputzt mit Natursteindetails aus rötlichem Sandstein. Flankierend führten zwei korbbögige Torwege auf den Innenhof. Von diesen wurde der rechte zwischenzeitlich in einen Geschäftsraum mit flächigen Glaselementen überführt. Ein Fenstergesimse gliedert die Fassade horizontal. Im Obergeschoss sind drei zwölfteilige Sprossenfenster angeordnet. Ein abschließender Dreiecksgiebel auf Kragsteinen zeigt das Stadtwappen und weist das Baujahr aus. Die länglichen Fenster an der Rückseite wurden zwischenzeitlich mit Mauerwerk verschlossen. Das abschließende Plattformdach ist mit rötlichem Schiefer eingedeckt.